# Гладкий Гордій Павлович
Гладкий Гордій Павлович (бл. 1849, Костянтиноградський повіт — 1894, Полтава) — український хоровий диригент, учитель музики, композитор. Автор музики до вірша Тараса Шевченка «Заповіт».

## Біографія

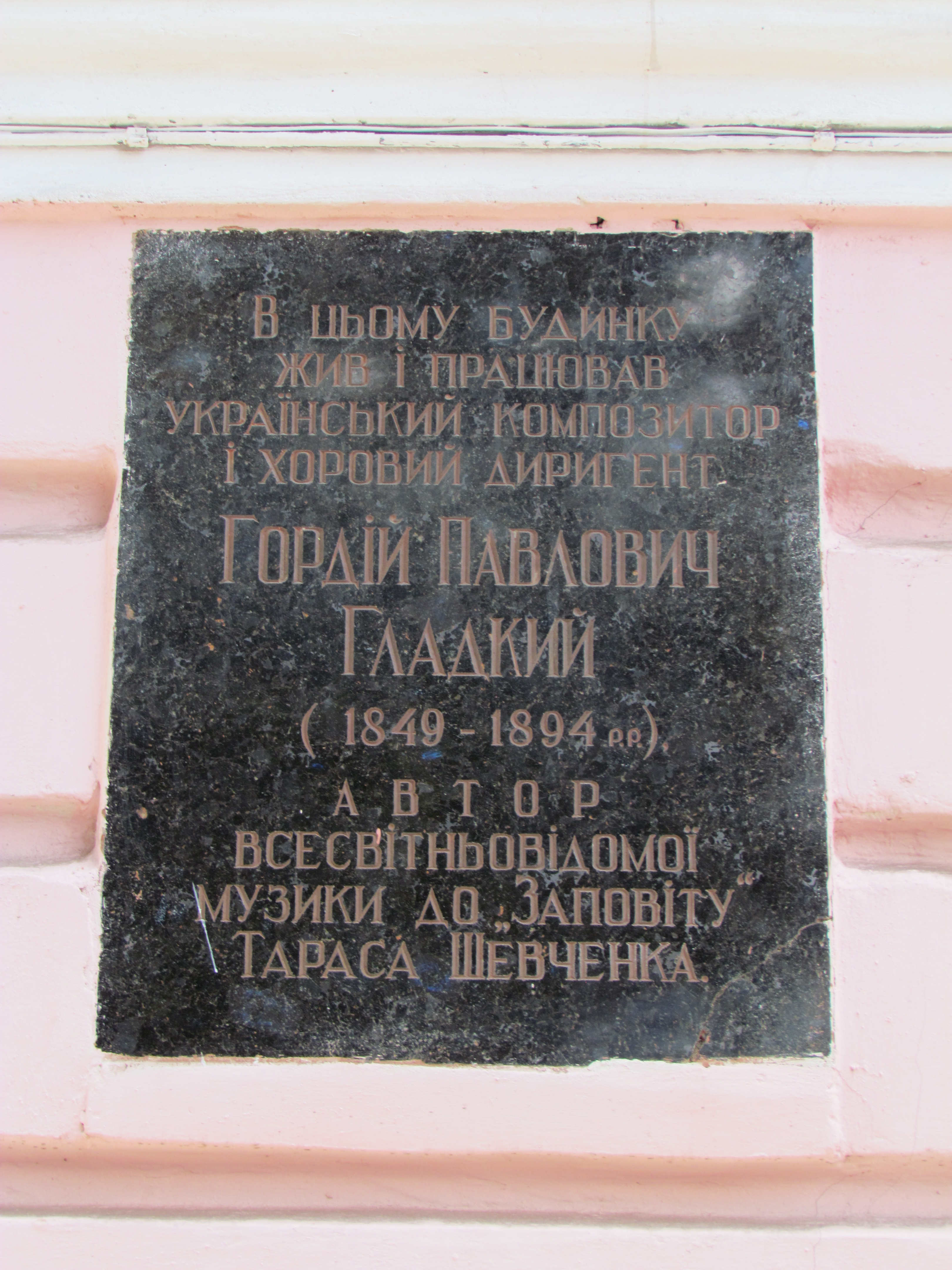
Пам'ятна дошка у Полтаві.

Гордій Павлович Гладкий народився 1849 року в  родині землевласників. Жили вони на власному хуторі Костянтиноградського повіту. Сім'я була бідною, тому хлопцю дали можливість працювати в місті, продавцем у чайній крамниці на розі вулиць Котляревського і Небесної Сотні, № 20/8 у 60-х роках. Крамниця належала московським купцям братам К. і С. Поповим.
Гордій Гладкий закінчив повітове училище, багато читав, грав на гітарі. Музичні здібності проявилися досить рано, мав гарний голос. Здобув музичну освіту на місцевих синодальних регентських курсах. Останні організовував композитор і капельмейстер Петро Щуровський. Щосуботи у кімнаті Гладкого збиралась молодь. Це були місцеві семінаристи, з яких утворювався хор, яким диригував Гордій Гладкий. Цей імпровізований колектив був першим виконавцем творів композитора. Тут були і хорові обробки українських народних пісень, і власні твори Гладкого на слова Т. Г. Шевченка — «Зоре моя вечірняя», «Ой по горі ромен цвіте», «Утоптала стежечку» та інші. У 1870-х роках написав музику до вірша Т. Шевченка «Заповіт». З 1870-го і до смерті працював диригентом хору й учителем хорового співу у Полтавській духовній семінарії. Серед його учнів — В. Курдиновський. Помер 1894-го року в Полтаві.

## Ушанування пам'яті
1971 року йому було встановлено гранітну меморіальну дошку на фасаді будинку на розі Лєніна і Котляревського. Тут раніше було старе приміщення Полтавської духовної семінарії (а з 1903 року музичне училище). Його ім'ям також названо вулицю у Полтаві.